# Bill Lovett
William "Wild Bill" Lovett (ur. 1892, zm. 31 października 1923) – irlandzki gangster, członek i późniejszy szef White Hand Gang, na czele którego stanął po zakończeniu I wojny światowej.
Był człowiekiem o skromnej posturze (167 cm wzrostu przy wadze 66 kg). Mimo to budził strach i lęk wśród mieszkańców z okolic Mostu Brooklińskiego i części Brooklynu.
Jego gang rywalizował z gangami włoskimi w walce o dominację nad dzielnicami portowymi Nowego Jorku (od Red Hook po Greenpoint). Wielokrotnie był aresztowany za różne przestępstwa (od zakłócania porządku publicznego po morderstwa – w sumie 19 razy; w więzieniu spędził tylko siedem miesięcy).
Został szefem gangu po wyeliminowaniu kontrkandydata, Timmy Quilty'ego, którego zastrzelił podczas 'demokratycznych' wyborów. Dotychczasowy boss Dinny Meehan został zastrzelony we własnym łóżku. Obaj pretendenci mieli rzucać dwiema kostkami, wygrywa ten kto wyrzuci w sumie siedem oczek. Niezadowolony z wyniku 'wyborów' Billy wyciągnął pistolet maszynowy, wycelował w Timmy'ego i opróżnił cały magazynek. Nikt ze zgromadzonych nie zakwestionował wyboru.
Stosował brutalne metody wobec opornych dokerów lub armatorów, którzy nie chcieli płacić haraczu (groził, bił, dźgał nożami, strzelał, okradał, palił mienie prywatne i towary handlowe).
Przeżył kilka zamachów na swoją osobę (m.in. strzelaninę w magazynie przy Front Street w styczniu 1922 r.; został dwukrotnie trafiony w klatkę piersiową).
Rozszerzył wpływy swojego gangu na wszystkie nowojorskie dzielnice portowe – od Red Rock po Greenpoint – eliminując niepokornych gangsterów. Najpierw dawał im ostrzeżenie strzałem w jedną z kończyn, jeśli to nie skutkowało, ofiara była później mordowana (wyrok wykonywał osobiście lub przez swoich 'cyngli'). 
W sierpniu 1923 roku został mężem Annie Lonergan (jej brat Pegleg Lonergan był zastępcą Lovetta). Zamieszkali razem w Little Ferry w stanie New Jersey. Nowo poślubionej żonie obiecał, że porzuci przestępczy proceder. W swoim przyrzeczeniu pozostał przez niecałe dwa miesiące. Już w październiku pojawiły się pogłoski o jego powrocie. W tym czasie Pegleg był już oficjalnym szefem gangu, który niechętnie patrzył na powrót szwagra (nie chciał się dzielić władzą z Wild Billem).
Lovett został zamordowany 31 października 1923 roku w barze Loader Club przez trzech zamachowców. Dwóch uzbrojonych było w broń palną, trzeci zaś tasakiem na koniec rozstrzaskał Billowi głowę. Zamachowcem z tasakiem był Dui Cuteddi (Dwa Noże) specjalnie na tę okazję ściągnięty z Sycylii.
Włoscy konkurenci rozpuścili plotkę, że za zabójstwem Lovetta stał jego szwagier Pegleg.  
Z biegiem czasu dzielnice portowe w Nowym Jorku opanowały gangi włoskie.